# Asarina
Asarina es un género con una sola especie (Asarina procumbens o Asarina cordifolia) (anteriormente 22, pero las variantes americanas han sido reclasificadas) de plantas con flores perteneciente a la familia Plantaginaceae(antes Scrophulariaceae). Se trata de una especie exclusiva del Viejo Mundo procedente de la zona pirenaica (aunque naturalizada en otros lugares, como las islas británicas).

## Algunas especies antes clasificadas como de este género
- Mabrya acerifolia
- Mabrya antirrhiniflora
- Maurandya barclayana

## Galería

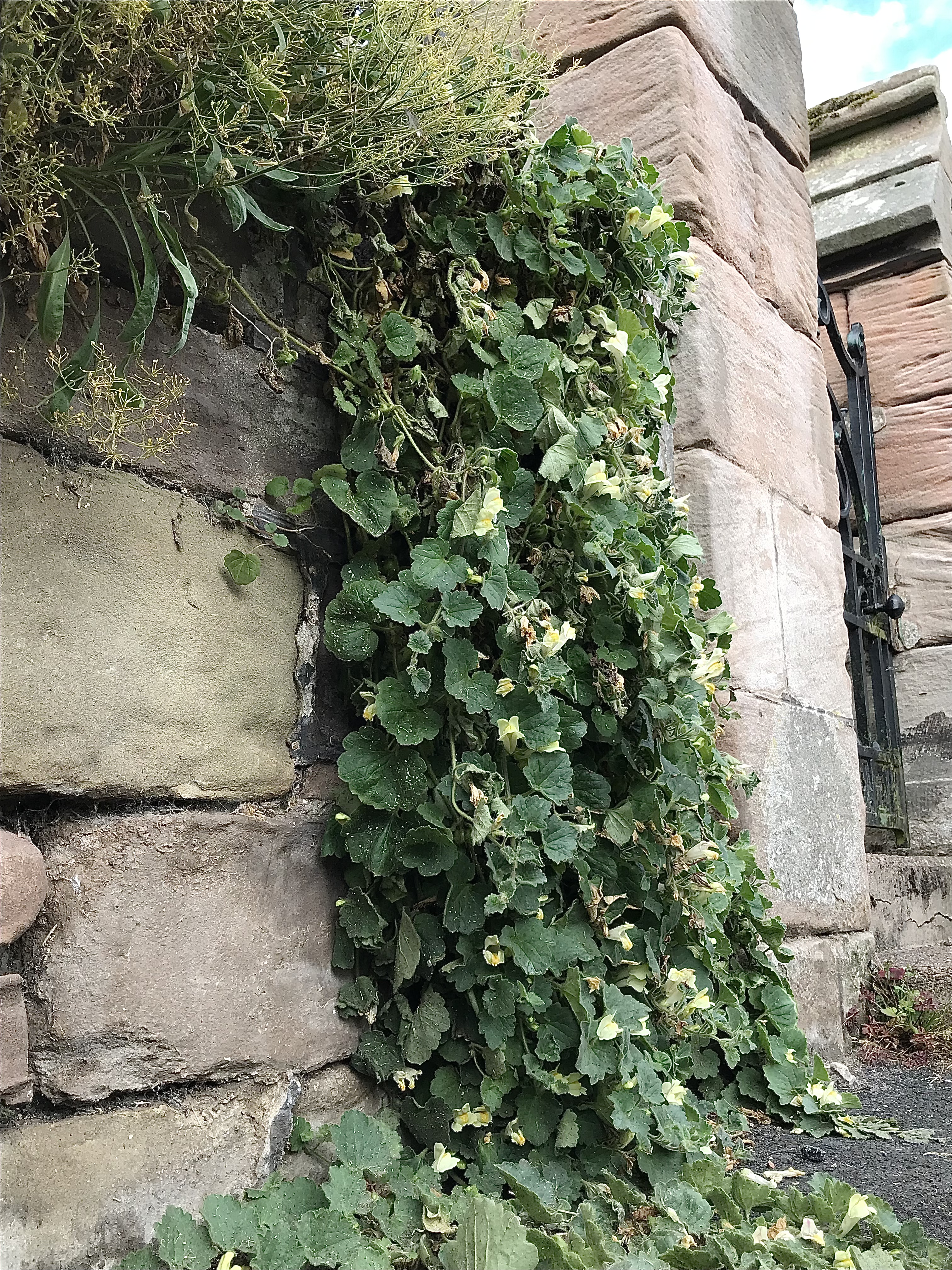
Planta que crece fuera de una grieta en la pared de la iglesia de Paxton (Scottish Borders, cerca de Berwick-upon-Tweed)
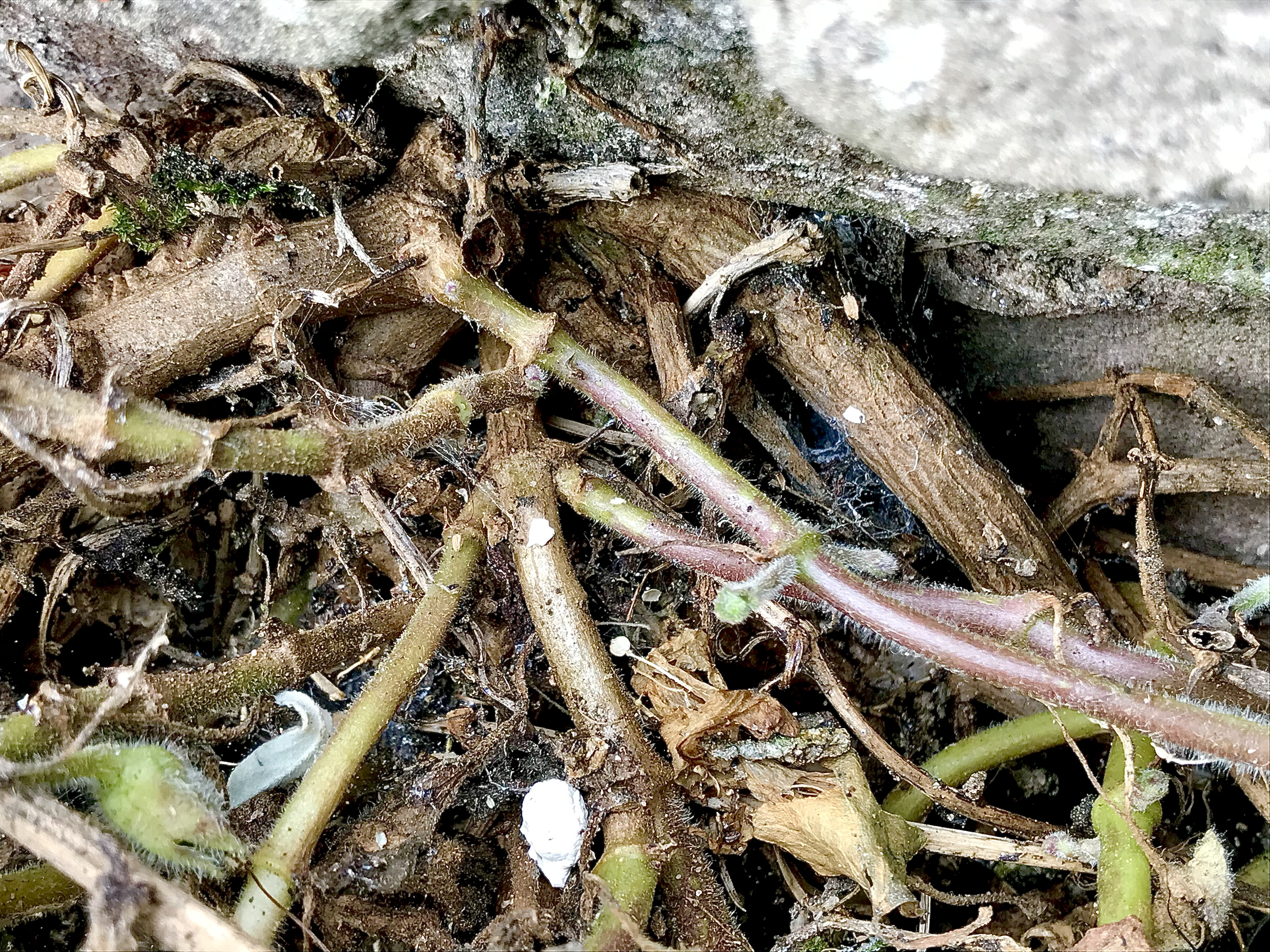
Detalle de tallos leñosos
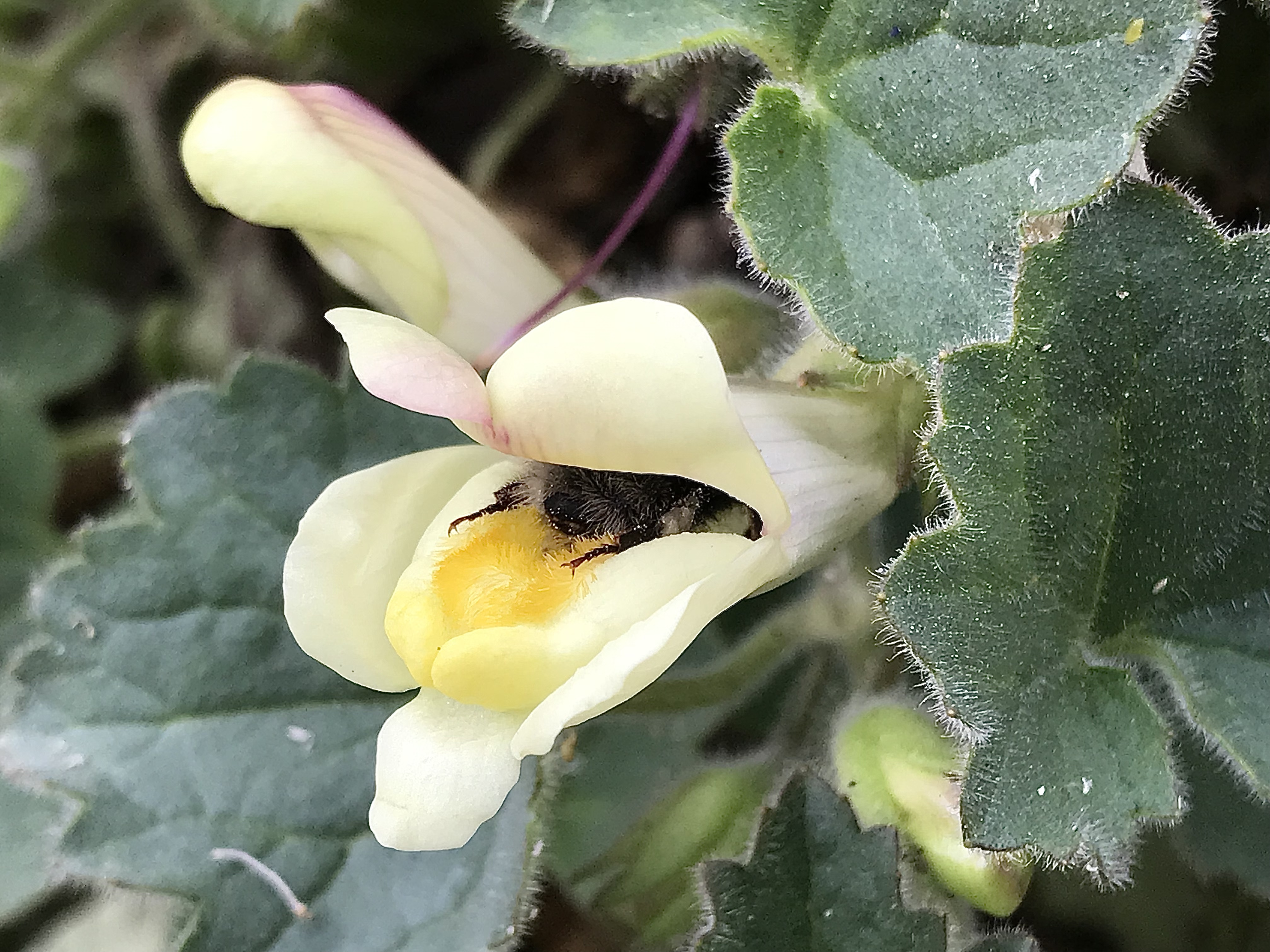
Flor polinizada por abejorro de jardín (Megabombus hortorum)
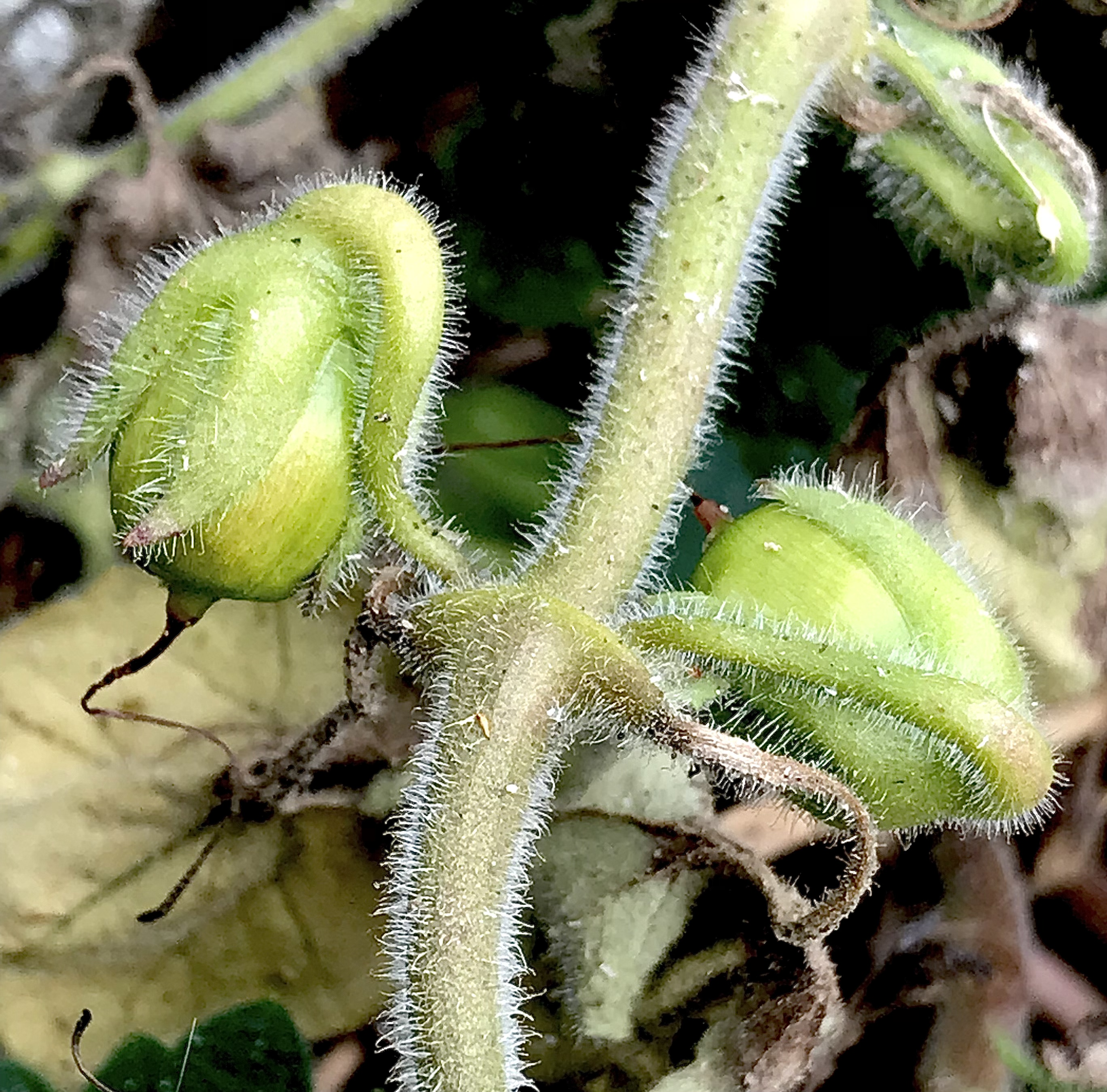
Cápsulas apareadas con pedúnculos ahusados y reflejos
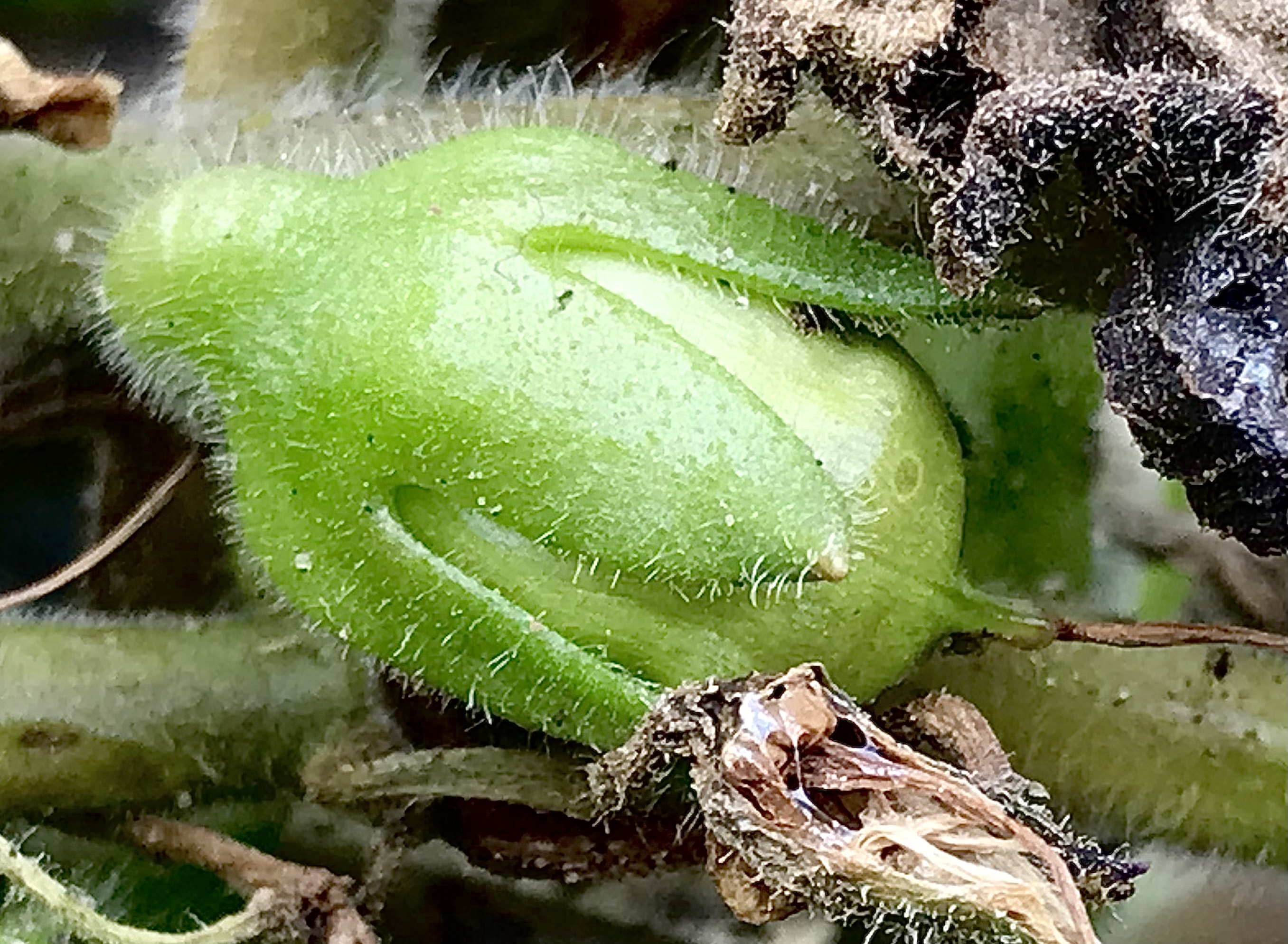
Cápsula glabra única con pedúnculo y cáliz pubescentes
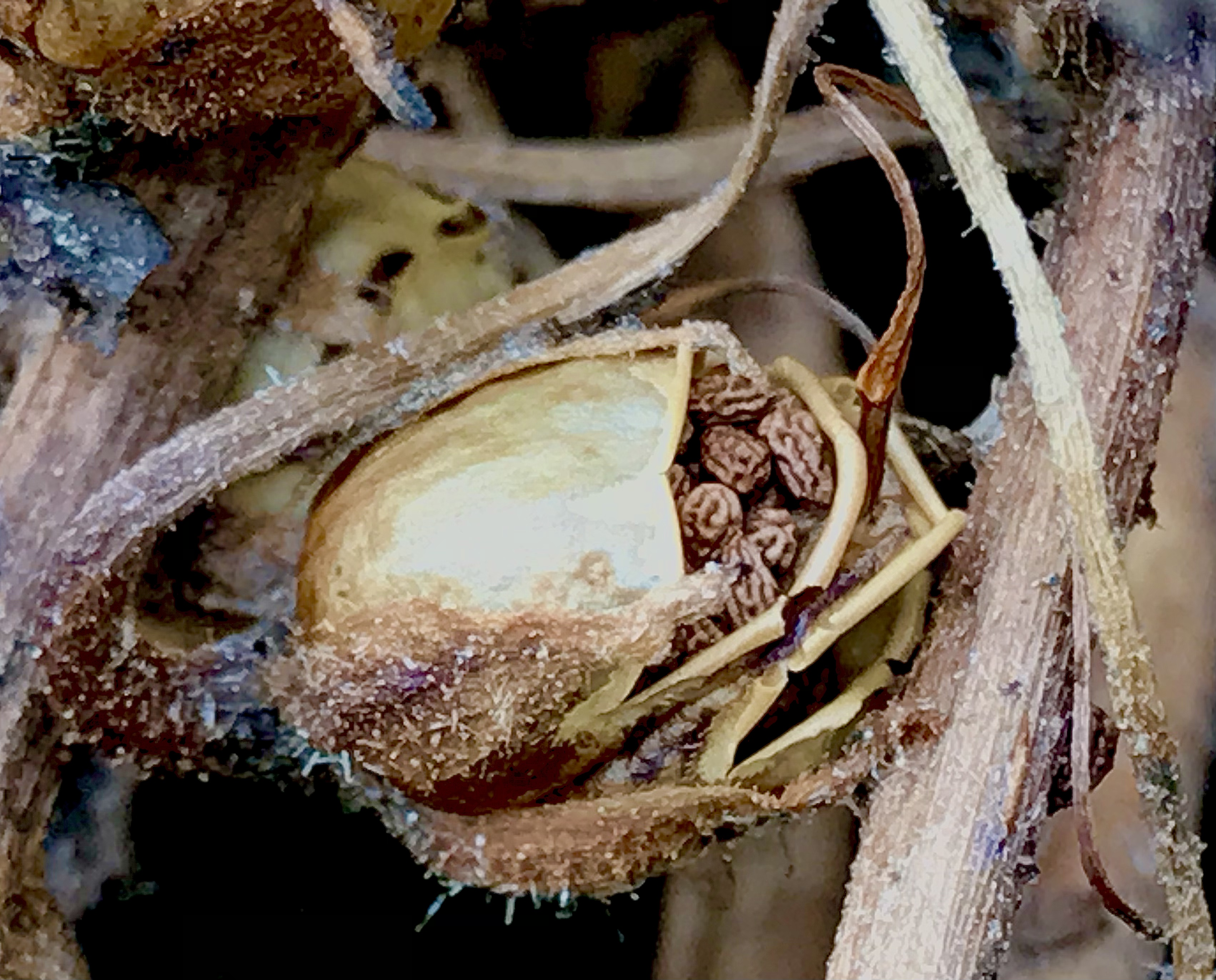
Cápsula madura, todavía adherida a la planta
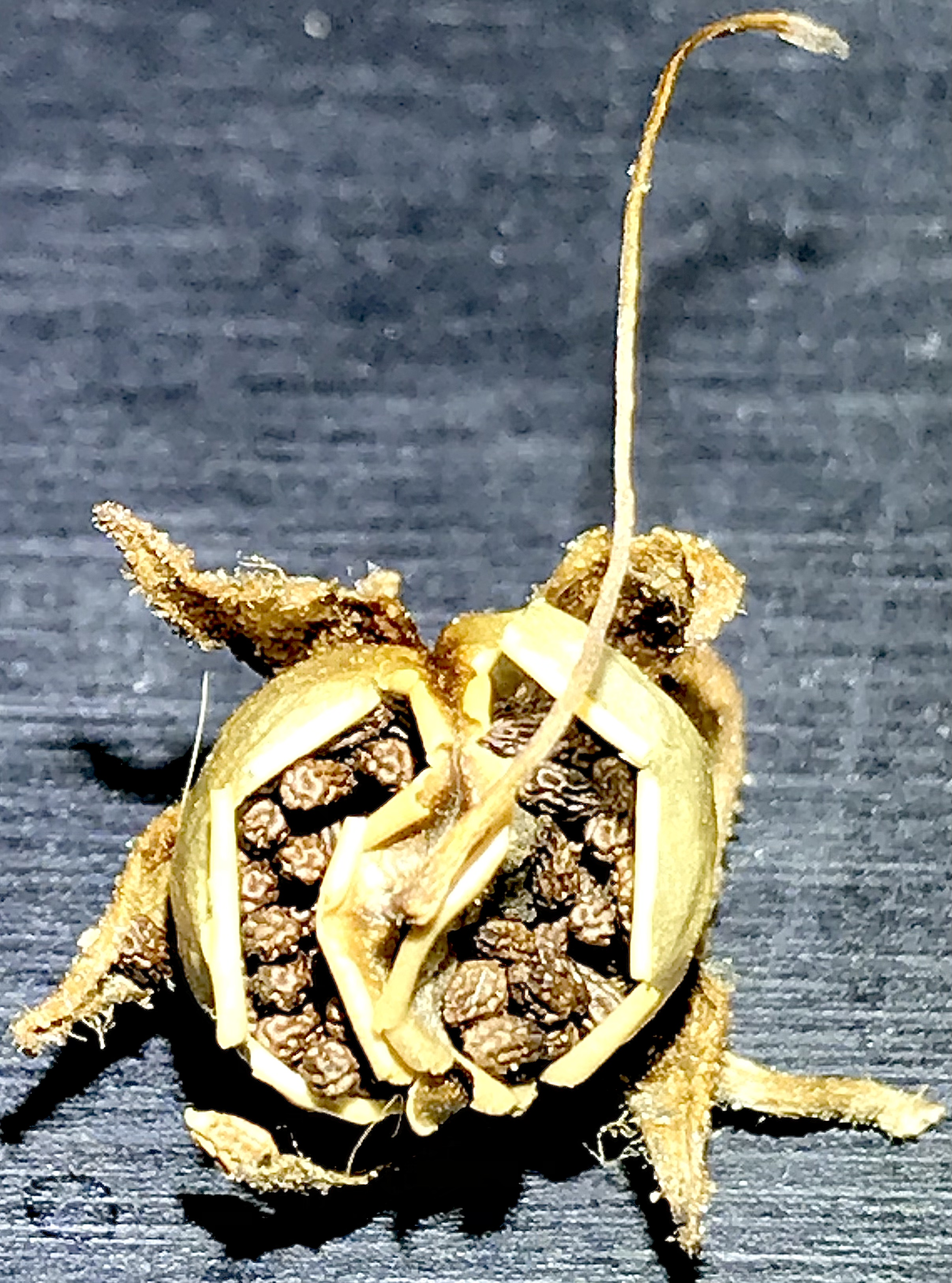
Cápsula madura (separada) que muestra tres valvas, pistilo persistente y semillas parecidas a cerebros